# Ирландия и НАТО
Ирландия и Организация Североатлантического договора (НАТО) поддерживают официальные отношения с 1999 года, когда Ирландия присоединилась к программе НАТО «Партнёрство во имя мира» (ПРМ) и вступила в Совет евроатлантического партнерства НАТО (СЕАП). На сегодняшний день Ирландия не стремится стать полноправным членом НАТО из-за своей традиционной политики военного нейтралитета.
Ирландия была готова в 1949 году заключить двусторонний оборонный пакт с Соединёнными Штатами, но выступала против вступления в НАТО до тех пор, пока вопрос о Северной Ирландии не был решён с Соединённым Королевством (см. Проблемы 1968—1998).
Официальные отношения между НАТО и Ирландией начались в 1999 г., когда Ирландия подписала программу НАТО «Партнёрство ради мира» и Совет евроатлантического партнерства альянса. С тех пор НАТО и Ирландия активно сотрудничают по вопросам миротворчества, гуманитарной помощи, спасения и кризисного регулирования, а также развивают практическое сотрудничество в других военных областях, представляющих взаимный интерес, в рамках Программы индивидуального партнерства Ирландии (IPP) и Программы индивидуального партнёрства и сотрудничества (IPCP), который согласовывается совместно каждые два года.
Сотрудничество Ирландии с НАТО сосредоточено на исторической политике нейтралитета страны в вооружённых конфликтах, которая позволяет ирландским военным участвовать в миротворческих и гуманитарных миссиях, где есть мандат Организации Объединённых Наций (резолюция Совета Безопасности ООН или резолюция Генеральной Ассамблеи ООН). Подлежит утверждению кабинетом министров и ирландским парламентом. Это известно как ирландская политика «тройной блокировки».
Ирландия участвует в процессе планирования и анализа Партнерства ради мира (ПРМ), который направлен на повышение оперативной совместимости ирландских вооружённых сил, Сил обороны с другими государствами-членами НАТО и приведения их в соответствие с принятыми международными военными стандартами, чтобы для успешного развёртывания с другими профессиональными силами в миротворческих операциях за рубежом.
Ирландия поддерживает действующие Силы для Косово (KFOR) под руководством НАТО и делает это с 1999 г., а также предоставила ограниченное количество военнослужащих Международным силам содействия безопасности (ISAF) под руководством НАТО в Афганистане (2001—2014 гг.), поскольку они были санкционированы резолюциями Совета Безопасности ООН. Программа ИСАФ по борьбе с СВУ в Афганистане была в основном разработана старшими офицерами артиллерийского корпуса ирландской армии. Ранее, в 1997 году, до того, как Ирландия установила официальные отношения с альянсом, она развернула персонал для поддержки миротворческой операции под руководством НАТО в Боснии и Герцеговине, где большая часть её сил входила в состав международной роты военной полиции, действовавшей преимущественно в Сараево.

## Возможное вступление Ирландии в НАТО
На сегодняшний день Ирландия официально не подавала заявку на вступление в НАТО в качестве полноправного члена из-за своей давней политики военного нейтралитета.
Общественное мнение в Ирландии по-прежнему выступает за политику неприсоединения в вооружённых конфликтах, и в настоящее время ни одна из основных политических организаций не поддерживает полное вступление в НАТО в качестве линии партии. Был и остаётся ряд отдельных политиков и групп политиков, которые поддерживают вступление Ирландии в НАТО, в основном, но не ограничиваясь, правоцентристской партией Fine Gael (в 2013 году молодёжное крыло партии Young Fine Gael приняло предложение с призывом к правительству Ирландии начать переговоры о вступлении в НАТО). Широко известно, что референдум должен быть проведён до того, как можно будет внести какие-либо изменения в нейтралитет или вступление в НАТО.
Бывший генеральный секретарь НАТО Андерс Фог Расмуссен сказал во время визита в Дублин в 2013 году, что «дверь открыта» для Ирландии, чтобы присоединиться к НАТО в любое время, сказав, что страна будет «тепло приветствоваться» и уже рассматривается как «очень важный партнёр».
В январе 2015 года правительства Великобритании и Ирландии подписали своё первое соглашение о взаимной обороне, исторический Меморандум о взаимопонимании (МоВ), углубляющий сотрудничество в области обороны в будущем. Военные Ирландии являются членом боевых групп ЕС в рамках Общей политики безопасности и обороны (CSDP) Европейского союза (ЕС), большинство стран-членов которого являются членами НАТО.

## Военные остановки США в Ирландии
Воздушные объекты Ирландии регулярно используются военными Соединённых Штатов для транзита военного персонала за границу, в основном на Ближний Восток.
Правительство Ирландии начало поставлять в Ирландию военные и гражданские объекты авиации для использования вооружёнными силами США во время Первой войны в Персидском заливе 1991 года.
После терактов 11 сентября 2001 года ирландское правительство предложило американским военным использовать воздушное пространство и аэропорты Ирландии для поддержки войны в Афганистане и вторжения в Ирак в 2003 году при условии, что самолёты будут невооружённым, без груза оружия, боеприпасов или взрывчатых веществ, не участвующих в сборе разведывательной информации, и что указанные полёты не являются частью военных учений или операций в то время.
Аэродром Кейсмент, Балдоннель (военный) и аэропорт Шеннон (гражданский), используемые в качестве промежуточных пунктов, с 2002 по 2014 годы посетили более 2,4 миллиона американских солдат. В среднем более 500 американских военнослужащих проходили через Шеннон каждый день в течение этого периода.
Использование США Балдоннел и Шеннон был предметом споров в Ирландии из-за разоблачений в декабре 2005 года Би — би — следственной телевизионной программе Newsnight, что Шеннон был использован, по крайней мере, 33 раз для негласного Центрального разведывательного управления (ЦРУ) полётов, эксплуатируемые перед компаний, как часть политики правительства США, известной как «чрезвычайная выдача». The New York Times также сообщила, что это число составляет 33, хотя и относится к «Ирландии» в целом, а не конкретно к Шеннону, в то время как Amnesty International заявила, что количество рейсов превышает 50. Baldonnel видел аналогичные заявления, но которые невозможно проверить, так как это военная авиабаза. Власти США и Ирландии отвергли обвинения. Согласно просочившимся американским дипломатическим телеграммам (WikiLeaks) из посольства США в Дублине, министр иностранных дел Ирландии в то время сообщил главе миссии, что ирландские власти подозревали, что ЦРУ в ряде случаев использовало самолёты, замаскированные под коммерческие рейсы, для перевозки заключённых, задержанных в Афганистане, в залив Гуантанамо, Куба, для допроса и содержания под стражей — используя Шеннон для дозаправки в процессе — и предупреждать о юридических последствиях для Ирландии и Соединённых Штатов в результате.

## Соглашения с Великобританией по противовоздушной обороне
Возможность захвата авиалайнера в воздушном пространстве Ирландии, скорее всего, приведёт к реагированию с помощью системы быстрого реагирования (QRA) самолётов НАТО, и считается, что существуют секретные соглашения с британским правительством относительно защиты воздушного пространства Ирландии.
В 2016 году в ирландской прессе сообщалось, что несколько лет назад между правительствами Ирландии и Великобритании были заключены конфиденциальные соглашения о защите воздушного пространства Ирландии от террористических угроз. В сообщениях говорилось, что Министерство обороны Ирландии, Министерство иностранных дел и Управление авиации Ирландии заключили двустороннее соглашение с британскими ВВС, Управлением гражданской авиации, Министерством обороны и Министерством иностранных дел и по делам Содружества, разрешающим британским военным проводить вооружённые операции на территории Ирландии.

## Поддержка населения
Существует широкое обсуждение на тему того, должна ли Ирландия стать членом НАТО, и, как следствие, участвовать в коллективной обороне Европы. Этот вопрос вызывает споры и разногласия среди политических партий, общественных организаций и граждан Ирландии.
Однако, в последние годы, поддержка населения вступления Ирландии в НАТО увеличивается. Согласно опросу, проведенному исследовательской компанией «Red C» в 2021 году, 47 % ирландцев поддерживают вступление страны в НАТО, а 39 % высказались против. Оставшиеся 14 % не имели определённого мнения. Молодежь в Ирландии в большей степени высказывает поддержку вступлению страны в НАТО. Опрос, проведенный молодёжной организацией «Youth Council» в 2021 году, показал, что 58 % опрошенных молодых людей выступают за вступление Ирландии в НАТО. Более того, среди политических партий растет поддержка этой идеи. Так, лидер партии «Fine Gael», Михол Мартин, выразил свою поддержку вступлению Ирландии в НАТО в 2020 году. Некоторые другие политические партии также высказались в пользу этой идеи. Таким образом, поддержка населения вступления Ирландии в НАТО постепенно растет, хотя вопрос остается спорным.

## Влияние войны на Украине
После начала войны на Украине в 2022 году отношение ирландского населения к НАТО начало меняться. Согласно опросу, проведённому компанией «Red C» в августе 2022 года, 54 % ирландцев поддерживают вступление Ирландии в НАТО, что означает значительный рост поддержки по сравнению с предыдущим опросом в 2021 году. Против вступления в НАТО высказались 30 % опрошенных, а 16 % не имели определённого мнения.
После начала конфликта в Украине, ирландские политики также выразили поддержку вступления страны в НАТО. Лидер оппозиционной партии «Файн Гаэль» Лео Варадкар заявил, что Ирландия должна присоединиться к НАТО, а лидер партии «Лабористы» Алан Келли заявил, что рассмотрит возможность вступления Ирландии в НАТО в будущем.
Таким образом, начало войны на Украине в 2022 году оказало значительное влияние на отношение ирландского населения к вопросу о вступлении Ирландии в НАТО. Возросшая поддержка этой идеи отражает растущую обеспокоенность граждан Ирландии относительно глобальной безопасности и роли Ирландии в этом процессе.